# بوبي كونور
بوبي كونور (بالإنجليزية: Bobby Connor)‏ (4 أغسطس 1960 في المملكة المتحدة - ) هو مدرب كرة قدم ولاعب كرة قدم بريطاني في مركز الوسط. شارك مع منتخب اسكتلندا لكرة القدم. أما مع النوادي، فقد لعب مع كوين أوف ساوث ونادي أبردين ونادي بارتيك ثيسل ونادي دندي ونادي كيلمارنوك ورابطة كرة القدم الاسكتلندية الحادية عشر ‏ ونادي آير يونايتد.